# Lobsang Gyatso (schrijver)
Lobsang Gyatso (Kham, 1928 - Dharamsala, 4 februari 1997) was een Tibetaans monnik en schrijver.

## Levensloop

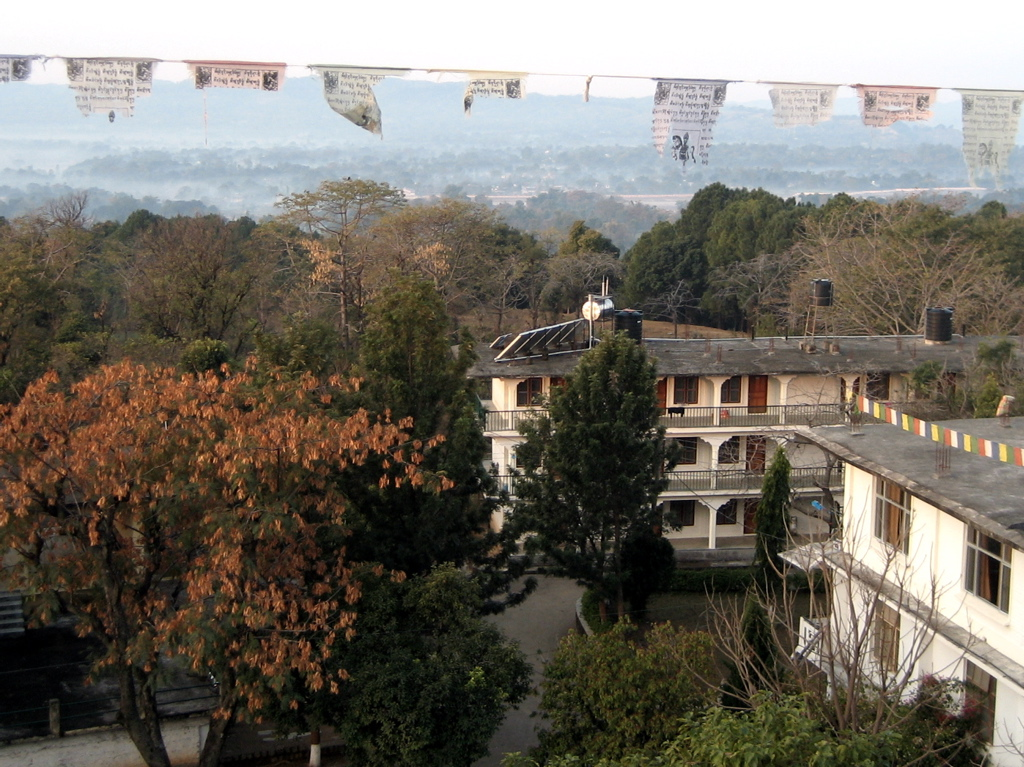
Institute for Buddhist Dialectics

Toen Gyatso elf jaar was, begon hij met studie in het klooster Drepung, een klooster in de gelugtraditie van het Tibetaans boeddhisme. Tijdens de opstand in Tibet van 1959 vluchtte hij in Tibetaans ballingschap naar India.
In 1973 richtte hij het Institute for Buddhist Dialectics op in Dharamsala en in 1991 het College for Higher Tibetan Studies in Sarah, beide non-profit opleidingsinstituten.
Hij is schrijver van verschillende boeken in het Tibetaans die werden vertaald in meerdere talen.

### Dood
Op 4 februari 1997 werd hij samen met twee van zijn twee studenten vermoord in Dharamsala. Hij stond bekend als een sterk tegenstander van de verering van Dorje Shugden, waarvan de veertiende dalai lama de verering sinds 1976 had verboden. Het verbod leidde aan het eind van de 20e eeuw tot een climax die de Dorje Shugden-controverse wordt genoemd.
Ondanks dat de daders nooit opgepakt zijn, heerst er daarom sindsdien een hardnekkig gerucht dat hij het slachtoffer is geworden van enkele aanhangers van Dorje Shugden.

## Reïncarnatie
In 2006 werd een negenjarige jongen, Tsenyi Khentrul Tenzin Tseten, door de veertiende dalai lama erkend als de reïncarnatie van Lobsang Gyatso. Op 6 april 2009 werd hij ingehuldigd.